# Герб Народицького району
Герб Народицького району — офіційний символ Народицького району, затверджений 11 вересня 1997 р. рішенням сесії районної ради.

## Опис
На золотому щиті з зеленою базою лузурове перекинуте вістря, на якому летить срібний лелека; з бази сходить червоне сонце, на якому сніп з щести золотих колосків і зелених гілок, увитих срібною стрічкою з написом "Народицький район". Щит обрамований вінком із золотого пшеничного колосся, зеленого дубового листя і квіток хмелю, оповитого синьо-жовтою стрічкою, і увінчаний срібною короною з гербом України.